# Kiétou (Boura)
Pour les articles homonymes, voir Kiétou.
Kiétou est une commune rurale située dans le département de Boura de la province de Sissili dans la région du Centre-Ouest au Burkina Faso.